# 保戸野鉄砲町
保戸野鉄砲町（ほどのてっぽうまち）は秋田県秋田市にある町。郵便番号は010-0913。住居表示実施済み地区。
本項では、保戸野鉄砲町の前身であり1966年（昭和41年）4月1日に廃止された保戸野表鉄砲町（ほどのおもててっぽうまち）・保戸野北鉄砲町（ほどのきたてっぽうまち）・保戸野南鉄砲町（ほどのみなみてっぽうまち）についても記述する。

## 地理
秋田市の中央部、保戸野地域の中では南西部に位置する。西部に秋田中央郵便局がある。南部には声体寺・来迎寺・蓮住寺や妙信寺・勝平神社など寺社が多い。北部は新興住宅街である。
北は秋田市道（通称「保戸野学園通り」）を挟んで保戸野千代田町、東は秋田市道（通称「保戸野みその通り」）を挟んで保戸野すわ町・保戸野通町、南東は大町一丁目、南は秋田市道（通称「鉄砲町通り」「旧国道」）を挟んで旭北栄町、西は秋田県道56号秋田天王線（国道7号旧道、通称「新国道」）を挟んで高陽幸町に隣接する。

## 歴史
久保田城下で鉄砲足軽が居住した保戸野表鉄砲町・北鉄砲町・南鉄砲町を前身とする（但し南鉄砲町は、現在の保戸野鉄砲町の町域には含まれない）。表鉄砲町は羽州街道沿いの町で、西の土崎湊町・八橋村方面から城下への入口にあたり、楢山や川口と共に防衛の最前線を担っていた。保戸野表鉄砲町を抜けると、「六道ノ辻」と呼ばれる土手と堀を巡らせた関門を経て、外町（町人町）の大工町に出る。現在の保戸野鉄砲町の南東端、鉄砲町通りがクランクになっている箇所が六道ノ辻の跡地である。
『梅津政景日記』寛永6年8月26日（1629年10月14日）の条に「ほとの上町次ニ而御足軽屋敷六拾五間相渡申候、内廿間ハ北浦町ニ有、四拾五間ハ南浦町ニ在」と記されているのが初見で、北浦町が北鉄砲町、南浦町が南鉄砲町である。享和3年（1803年）の『出羽国郡村仮名附帳』、万延元年（1860年）の『佐竹藩士禄附町附覚』には保戸野表町・同北裏町・同南裏町とあり、当時の正式名称と考えられている。久保田藩士の賀藤景琴写による寛保期（1741 - 1743年）頃の絵図では、表鉄砲町だけが鉄砲町と記されている。
1884年（明治17年）の戸長調によると、保戸野表鉄砲町に表鉄砲町・北鉄砲町・南鉄砲町と花立町の計4町の戸長役場が置かれていた。

### 沿革
- 1612年（慶長17年）
  - 保戸野北鉄砲町に来迎寺が建立される[4][5]。
  - 保戸野北鉄砲町に声体寺が常陸国から移される[4]（慶長15年に建立されたという説もある[5]）。
- 1620年（元和6年） - 保戸野北鉄砲町に蓮住寺が建立される[6]（文禄元年に開山した久保田最古の寺であるという説もある[5]）。
- 1877年（明治10年）1月19日 - 保戸野鉄砲町に公立鉄街学校が開校する[7]。
- 1880年（明治13年） - 鉄街学校が保戸野中町の保戸野小学校に合併される[6]。
- 1886年（明治19年） - 俵谷火事により、南鉄砲町の1軒を除き全焼[5][8]。
- 1887年（明治20年） - 俵谷火事で焼失した北鉄砲町の珍宝神社に、境内の秋葉神社・表鉄砲町の勝平神社・八橋の毘沙門天を合祀し、勝平神社として再建する[5][6][9]。
- 1908年（明治41年）2月16日 - 保戸野表鉄砲町に秋田表鉄砲町郵便局が開設[10]。
- 1937年（昭和12年）12月11日 - 秋田表鉄砲町郵便局にて電信および電話通話事務を開始[11]。
- 1966年（昭和41年）4月1日 - 住居表示実施に伴い、保戸野表鉄砲町・保戸野北鉄砲町・保戸野南鉄砲町が廃止され、保戸野鉄砲町など数町が設置される。
- 1984年（昭和59年）7月16日 - 秋田郵便局（後の秋田中央郵便局）が大町四丁目から新築移転してくる[12]。

### 町名の変遷
特記のないものはすべて住居表示実施に伴う変更。
| 実施前               | 実施年月日      | 実施後（各町ともその一部）      | 備考         |
| -------------------- | --------------- | ------------------------------- | ------------ |
| 保戸野表鉄砲町       | 昭和40年4月1日  | 旭北栄町 きょくほくさかえまち   |              |
| 保戸野表鉄砲町       | 昭和41年4月1日  | 高陽幸町 こうようさいわいちょう |              |
| 保戸野表鉄砲町       | 昭和41年4月1日  | 山王二丁目 さんのうにちょうめ   |              |
| 保戸野表鉄砲町       | 昭和41年4月1日  | 保戸野鉄砲町 ほどのてっぽうまち |              |
| 保戸野北鉄砲町       | 昭和41年4月1日  | 高陽幸町 こうようさいわいちょう |              |
| 保戸野北鉄砲町       | 昭和41年4月1日  | 保戸野鉄砲町 ほどのてっぽうまち |              |
| 保戸野南鉄砲町       | 昭和40年4月1日  | 旭北栄町 きょくほくさかえまち   |              |
| 保戸野南鉄砲町       | 昭和41年4月1日  | 山王二丁目 さんのうにちょうめ   |              |
| 保戸野鉄砲町（一部） | 平成11年10月1日 | 保戸野すわ町 ほどのすわちょう   | 住居表示変更 |
| 保戸野鉄砲町（一部） | 平成11年10月1日 | 保戸野鉄砲町 ほどのてっぽうまち | 住居表示変更 |

| 実施後       | 実施年月日      | 実施前（各町・字ともその一部）          | 備考         |
| ------------ | --------------- | --------------------------------------- | ------------ |
| 保戸野鉄砲町 | 昭和41年4月1日  | 新大工町 しんだいくまち                 |              |
| 保戸野鉄砲町 | 昭和41年4月1日  | 保戸野字阿弥陀田 ほどの あざあみだでん  |              |
| 保戸野鉄砲町 | 昭和41年4月1日  | 保戸野字寺ノ腰 ほどの あざてらのこし    |              |
| 保戸野鉄砲町 | 昭和41年4月1日  | 保戸野表鉄砲町 ほどのおもててっぽうまち |              |
| 保戸野鉄砲町 | 昭和41年4月1日  | 保戸野北鉄砲町 ほどのきたてっぽうまち   |              |
| 保戸野鉄砲町 | 平成11年10月1日 | 保戸野すわ町 ほどのすわちょう           | 住居表示変更 |
| 保戸野鉄砲町 | 平成11年10月1日 | 保戸野鉄砲町 ほどのてっぽうまち         | 住居表示変更 |

## 世帯数と人口
2016年（平成28年）10月1日現在の世帯数と人口は以下の通りである。
| 町丁         | 世帯数  | 人口  |
| ------------ | ------- | ----- |
| 保戸野鉄砲町 | 364世帯 | 661人 |

## 交通

### 鉄道
町内に鉄道路線はない。最寄り駅は中通七丁目にあるJR東日本奥羽本線・羽越本線・秋田新幹線の秋田駅。
1965年（昭和40年）までは秋田市電が、後に保戸野鉄砲町となる土地に敷設されており、表鉄砲町信号所が設置されていた。信号所から分岐していた新大工町線（1959年〔昭和34年〕廃止）の新大工町駅は、名の通り新大工町にあったが、現在の保戸野鉄砲町、声体寺の向かい付近にあたる。

### バス
- 秋田中央交通
  - （新国道経由の多数路線） - 秋田中央郵便局前 -
  - （通町・寺内経由将軍野線） - 旭北栄町 - 鉄砲町 -
  - （千秋トンネルノースアジア大学線） - 中央郵便局前 -
  - （泉ハイタウン線） - 聖園短期大学前 -

### 道路
- 秋田県道56号秋田天王線（国道7号旧道、新国道）
- 鉄砲町通り（旧国道）
- 保戸野みその通り
- 保戸野学園通り

## 施設

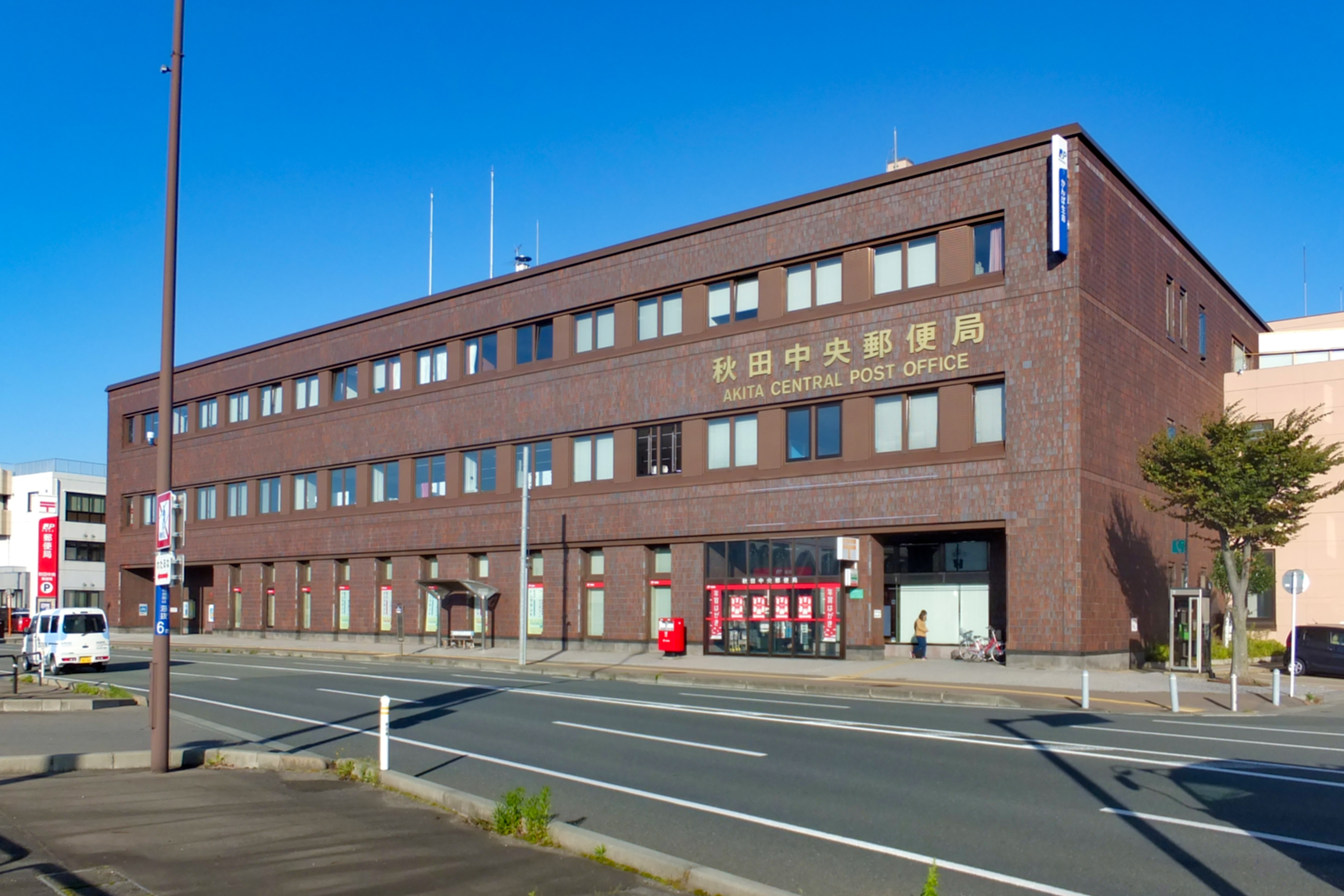
秋田中央郵便局
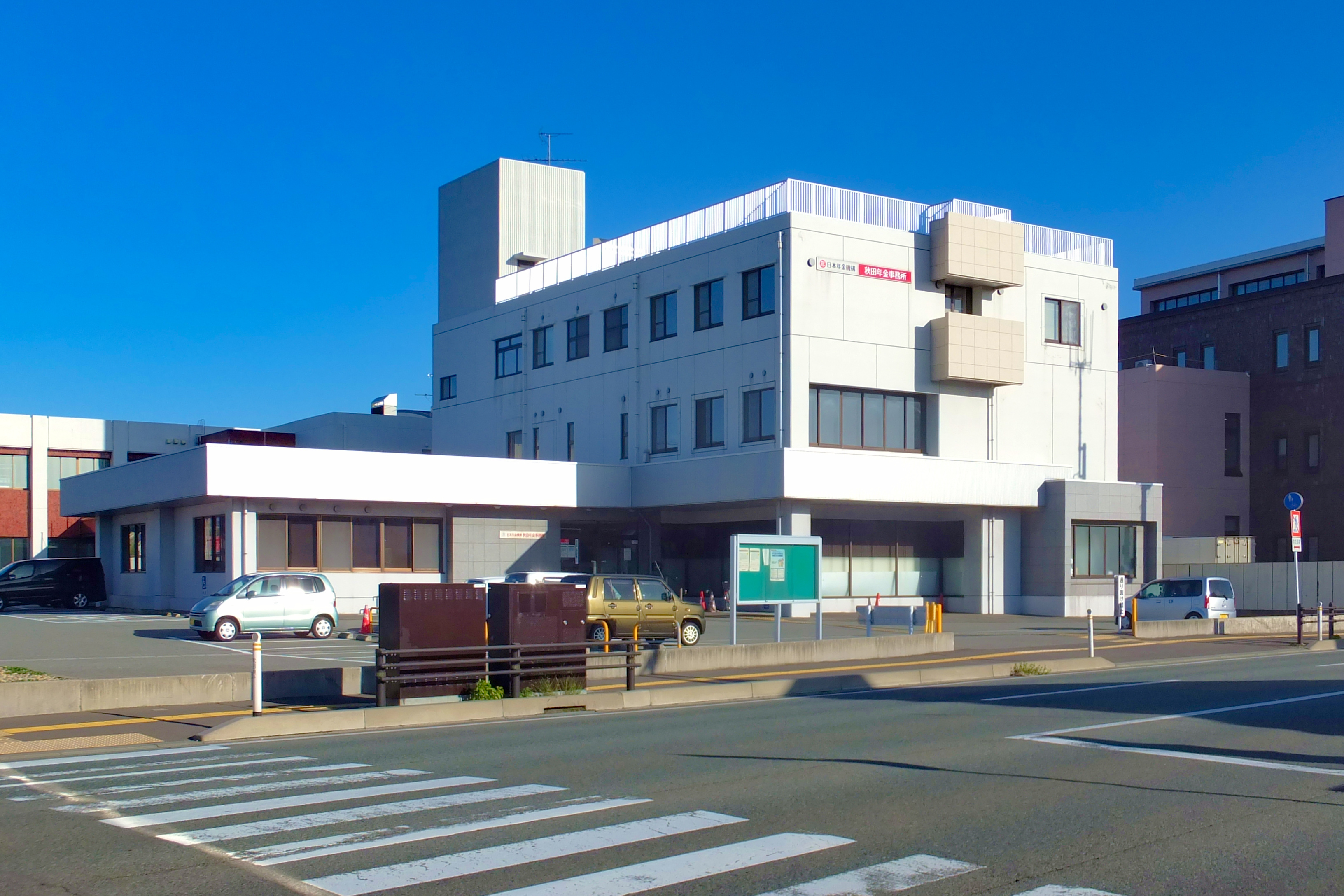
日本年金機構秋田年金事務所
- ほどの保育園
- 秋田銀行あきぎん体育館
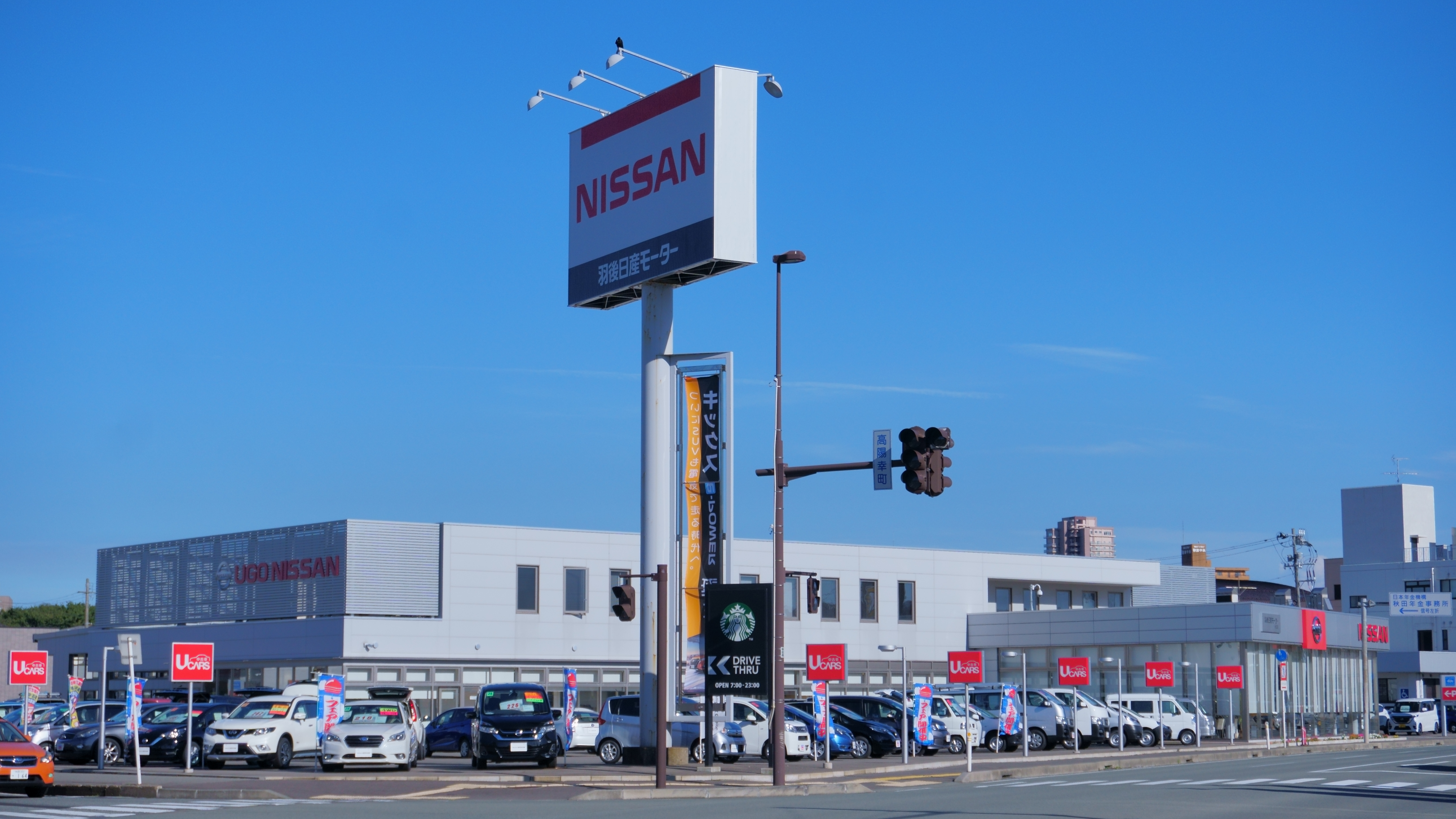
羽後日産モーター本社・秋田店サービスセンター
- 立木医院
- 保戸野鉄砲町街区公園
- 声体寺
- 来迎寺
- 蓮住寺
- 妙信寺
- 勝平神社

- 秋田中央郵便局
- 秋田年金事務所
- 羽後日産モーター本社

## 著名出身者
- 伊賀山正光 - 映画監督